# Éclaibes
Éclaibes är en kommun i departementet Nord i regionen Hauts-de-France i norra Frankrike. Kommunen ligger i kantonen Hautmont som tillhör arrondissementet Avesnes-sur-Helpe. År 2022 hade Éclaibes 265 invånare.

## Befolkningsutveckling
Antalet invånare i kommunen Éclaibes
| Referens: INSEE |